# Відкритий чемпіонат Франції з тенісу 1983
Відкритий чемпіонат Франції з тенісу 1983 — тенісний турнір, що проходив на відкритому повітрі на ґрунтових кортах Стад Ролан Гаррос у Парижі з 23 травня по 5 червня 1983 року. Це був 82-й Відкритий чемпіонат Франції, перший турнір Великого шолома в календарному році.

## Огляд подій та досягнень
Уперше в одиночному жіночому розряді в турнірі грало 128 тенісисток. 
Яннік Ноа переміг у фіналі минулорічного чемпіона Матса Віландера й виграв свій єдиний титул Великого шолома. Він залишається останнім французом (серед чоловіків), якому вдавалося виграти Ролан-Гаррос. 
У жінок Кріс Еверт виграла французький чемпіонат уп'яте й здобула 15-ий титул Великого шолома. 
Минулорічна чемпіонка Мартіна Навратілова програла в четвертому колі, і ця поразка залишилася єдиною в році.

## Результати фінальних матчів

### Дорослі
| Одиночний розряд. Чоловіки     |                             |                    |
| Яннік Ноа                      | Матс Віландер               | 6–2, 7–5, 7–6(7–3) |
|                                |                             |                    |
| Одиночний розряд. Жінки        |                             |                    |
| Кріс Еверт                     | Міма Яушовець               | 6–1, 6–2           |
|                                |                             |                    |
| Парний розряд. Чоловіки        |                             |                    |
| Андерс Яррід Ганс Сімонссон    | Марк Едмонсон Шервуд Стюарт | 7–6(7–4), 6–4, 6–2 |
|                                |                             |                    |
| Парний розряд. Жінки           |                             |                    |
| Розалін Фербенк Кенді Рейнолдс | Кеті Джордан Енн Сміт       | 5–7, 7–5, 6–2      |
|                                |                             |                    |
| Мікст                          |                             |                    |
| Барбара Джордан Еліот Телчер   | Леслі Аллен Чарлз Строуд    | 6–2, 6–3           |
|                                |                             |                    |